# Haus Dr. Sternefeld

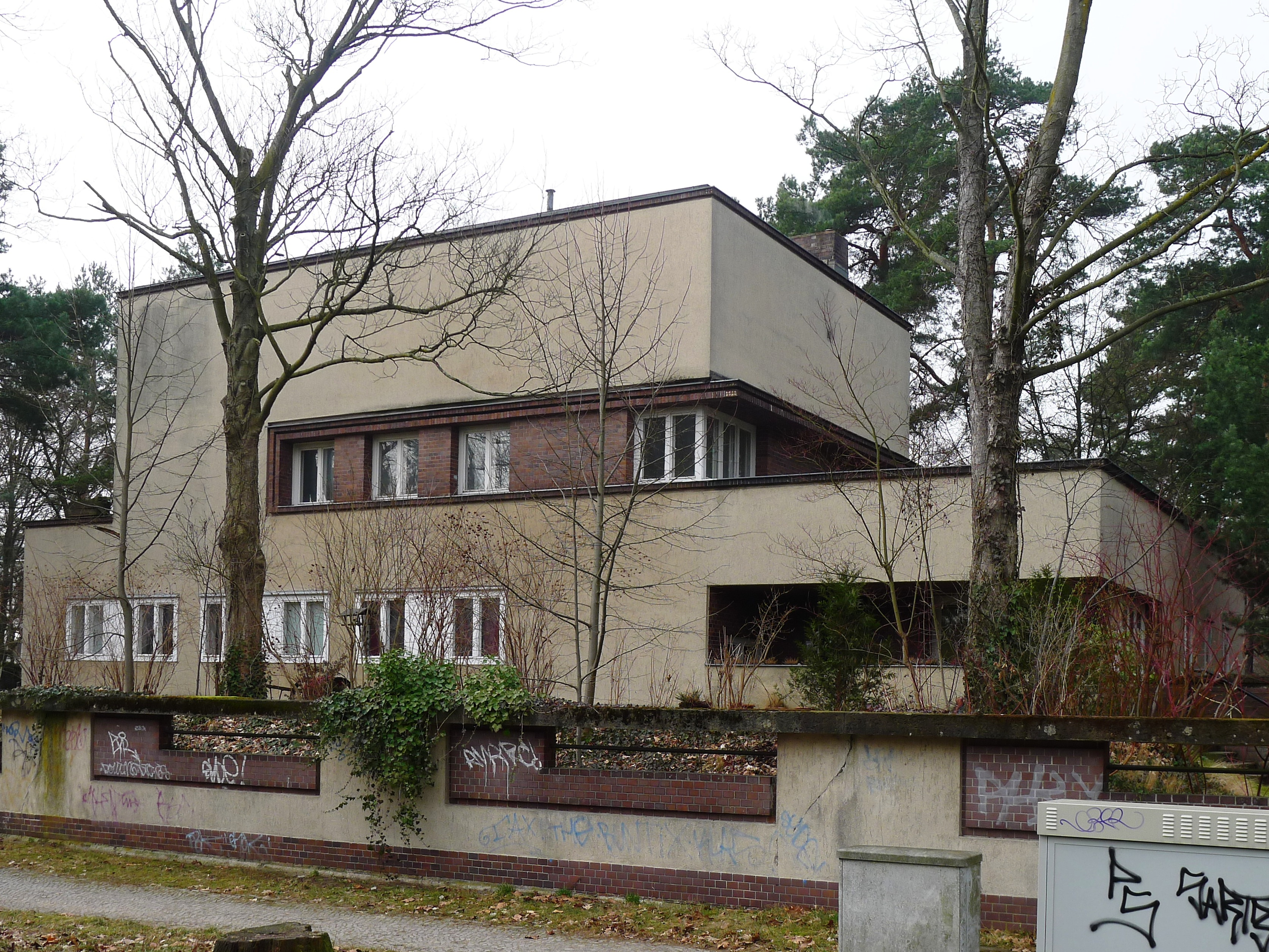
Straßenseitige Ansicht des Hauses, Zustand nach Instandsetzung, 1981

Das Haus Dr. Sternefeld ist ein Baudenkmal im Berliner Ortsteil Westend im Bezirk Charlottenburg-Wilmersdorf.

## Geschichte
Das Wohnhaus wurde 1923/24 nach einem Entwurf des Architekten Erich Mendelsohn für das Ärzte-Ehepaar Ruth und Walther Sternefeld erbaut. Es handelt sich um eines der frühesten Einfamilienhäuser in Berlin mit Flachdach und zählt neben dem Wohnhaus Karolingerplatz 5/5a zu den frühen Beispielen des Neuen Bauens in der Hauptstadt. Das Projekt entstand in Ecklage zur Ragniter Allee auf einem langgestreckten Grundstück in der Heerstraße 107.
Die Ausführung übernahm die Bauunternehmung Rothbart & Co. Die Konstruktion besteht aus einem Stahlbetonskelett mit massiv gemauerten Wandscheiben. Charakteristisch für den Entwurf sind gestaffelte Baukuben, die sich plastisch verschieben und eine dynamische, asymmetrische Silhouette erzeugen.
Wegen finanzieller Schwierigkeiten ließen die Bauherren bereits 1932 das Dachgeschoss zu einer separaten Wohnung ausbauen. Auch dieser Umbau erfolgte durch Mendelsohn und sah ursprünglich Bullaugenfenster vor, die jedoch nicht genehmigt wurden. Nach der Emigration der Familie 1940 nach Santiago de Chile wurde das Gebäude unter Zwang verkauft. Der geplante Abbruch im Zusammenhang mit Speers Hochschulprojekt im Grunewald unterblieb.
Ab 1955 wurde das Haus als Altenheim genutzt, was umfangreiche Umbauten im Innern zur Folge hatte. 1963 kam es zur Teilung des Grundstücks und zur Errichtung zweier Neubauten westlich des Hauses.
Zwischen 1975 und 1977 erfolgte eine denkmalgerechte Instandsetzung durch den Architekten Götz-Joachim Gottschalk unter Mitwirkung des Landeskonservators. Dabei wurden die Eingangssituation, die Gartenmauer sowie wesentliche Innenraumelemente nach historischen Plänen und Fotografien rekonstruiert. Die ursprünglich von Mendelsohn eingefügten Fenster des Dachgeschosses wurden wieder geschlossen. Trotz Unterteilung in mehrere Wohneinheiten sind wesentliche Teile der ursprünglichen Raumstruktur erhalten.

## Architektur
Das Haus ist ein zweigeschossiger, L-förmiger Putzbau mit Flachdach. Die architektonische Gestaltung folgt konsequent der Formensprache der Klassischen Moderne. Die volumetrische Verschiebung der Baukörper, tief eingeschnittene, über Eck geführte Fensterbänder sowie ein plastisch ausgearbeiteter Eingangsbereich bestimmen das Erscheinungsbild.
Besonderes Augenmerk liegt auf der Einbindung des Hauses in die topografische Situation: Der Eingang liegt zurückversetzt in einer Gebäudeecke, die durch einen Gartenweg mit Stufen erschlossen ist. Der sandfarbene Putz kontrastiert mit Eisenklinker-Elementen an Sockel, Fensterumrahmungen und Mauerwerk. Die Fenster sind horizontal gegliedert und außenbündig oder tief in die Wandfläche eingelassen. 
Die Innenräume folgten einer funktionalen Gliederung: Im Norden lagen Küche und Personalräume, südlich davon die Praxis- und Gesellschaftsräume. Im Obergeschoss befanden sich Schlafräume und zwei getrennte Terrassen. Die ursprünglich als Trockenboden konzipierte Dachebene wurde 1932 zu Wohnzwecken ausgebaut.

## Nutzung
Nach wechselvoller Nutzungsgeschichte befindet sich das Gebäude heute in Privatbesitz und ist in mehrere Wohneinheiten aufgeteilt. Trotz baulicher Eingriffe und Nutzungsänderungen blieb die architektonische Grundstruktur des Ursprungsentwurfs in wesentlichen Teilen erhalten.

## Denkmalschutz
Das Haus Dr. Sternefeld steht unter Denkmalschutz und ist in der Denkmaldatenbank des Landesdenkmalamts Berlin unter der Objekt-Dokumentationsnummer 09096202 registriert.